# Luzonmarkduva
Luzonmarkduva (Gallicolumba luzonica) är en fågel i familjen duvor inom ordningen duvfåglar.

## Utseende och läte
Luzonmarkduvan är en medelstor duva. Ovan har den blågrått på huvud och rygg, ljusgrå panna och svartaktiga vingar med ljusgrå skuldror och vingband. Undertill är den vit med en färgglad röd fläck på bröstets mitt. Lätet är ett sorgsamt hoande som först stiger och sedan faller.

## Utbredning och systematik
Luzonmarkduvan förekommer i norra Filippinerna. Den delas in i tre underarter med följande utbredning:
- Gallicolumba luzonica griseolateralis – förekommer på norra Luzon
- Gallicolumba luzonica luzonica – förekommer på centrala och södra Luzon och Polillo
- Gallicolumba luzonica rubiventris – förekommer på Catanduanes i nordöstra Filippinerna

## Levnadssätt
Luzonmarkduvan lever på marken i skogsområden från lågland till lägre bergstrakter.

## Status och hot
Arten har ett stort utbredningsområde, men tros minska i antal, dock inte tillräckligt kraftigt för att den ska betraktas som hotad. Internationella naturvårdsunionen IUCN listar arten som nära hotad (LC). Världspopulationen uppskattas till mellan 5 000 och 25 000 adulta individer.